# 空中庭園 (小説)
『空中庭園』（くうちゅうていえん）は、角田光代による日本の連作短編小説。2002年11月28日に文藝春秋より刊行された。家族5人と家庭教師の6人それぞれの異なる視点から1つの家族を描いた、短編6編からなる連作家族小説。第3回（2003年）婦人公論文芸賞受賞作。
2005年に映画化された。

## 収録作品
- ラブリーホーム
- チョロQ
- 空中庭園
- キルト
- 鍵つきドア
- 光の、闇の

## ストーリー
母親は「この家に隠し事はない」と常々言っている。しかし、彼女自身が隠し事を持っていた。それどころか、夫婦のなれそめ自体に彼女のたくらみがあった。しかし、彼女は「隠し事がない」理想の家庭を築きたいと願っていたのだ。それはなぜなのか。
性格にややちゃらんぽらんなところがあり、性懲りもなく浮気をしている父親は、数年前から妻に性交渉を拒否されている一方で、外に作った女に無邪気に甘えている。
そんな男を、愛人は冷ややかに見ている。結婚なんてまっぴらごめんだ。しかし、なぜか、女は男の家を覗いてみたくなる。
そして、弟の家庭教師になって、その家に入り込む。
登場人物それぞれが、家族について、自分の存在の根本部分について、はっきりとは意識しかねるけれど、不安を感じている。
彼らが愛し、憎み、無関心ではいられない家族とは何だろう。空中庭園のごとき、不安で、だけれども、清潔で美しい佇まいの家族の肖像を描く。

## 作品の評価
2003年、第3回婦人公論文芸賞を受賞。第128回直木三十五賞候補となり、選考会で最も多くの票を集めたが、賛成派と反対派が互いに譲らず、選考はこう着状態に陥り、受賞作なしという結果に終わった。
累計発行部数は2012年11月時点で34万部。

## 書籍情報
- 単行本：文藝春秋、2002年11月、ISBN 978-4-16-321450-4
- 文庫：文春文庫、2005年7月10日、ISBN 978-4-16-767203-4、解説：石田衣良[3]

## 映画
2005年、豊田利晃監督により映画化。主演は『風花』以来4年ぶりの主演映画復帰となる小泉今日子。
劇場公開を控えた2005年8月の豊田監督の逮捕に伴い公開が危ぶまれたが、上映を望む声が多数寄せられたことから、賛否両論がある中で公式サイトや各種媒体にて謝罪の言葉を告知した上で公開規模を縮小して劇場公開に至った。

### 出演
- 京橋絵里子 - 小泉今日子
- 京橋マナ - 鈴木杏
- 京橋貴史 - 板尾創路
- 京橋コウ - 広田雅裕
- 京橋絵里子の兄 - 國村隼
- テヅカ - 瑛太
- サッチン - 今宿麻美
- 森崎 - 勝地涼
- ミーナ - ソニン
- 飯塚麻子 - 永作博美（特別出演）
- 木ノ崎さと子 - 大楠道代
- 山本吉貴
- 渋川清彦
- 中沢青六
- 千原靖史
- 鈴木晋介
- 鈴木卓爾

### スタッフ
- 製作者：孫家邦、尾越浩文、石川富康、島本雅司、椎名保
- 企画：孫家邦、森恭一
- プロデューサー：菊地美世志
- ラインプロデューサー：土井智生
- 原作：角田光代 『空中庭園』（文藝春秋刊）
- 監督・脚本：豊田利晃
- 撮影：藤澤順一
- 照明：上田なりゆき
- 録音：柿沢潔
- 美術：原田満生
- 衣裳：宮本まさ江
- ヘアメイク：小沼みどり、徳田芳昌
- 編集：日下部元孝
- 音楽監督：ZAK
- 楽曲：ヤマジカズヒデ（dip）
- エンディングテーマ：詞・歌　UA「この坂道の途中で」
- 広告写真：ホンマタカシ
- 撮影効果：多正行
- 装飾：田口貴久
- 音響効果：北田雅也
- フラワーデコレーション：猪本典子
- スクリプター：石川海
- 製作担当：望月政雄、岩下真司
- 監督助手：宮城仙雅、塩崎遵、平井勇太、似内千晶
- 撮影助手：向後光徳、彦坂みさき、秋山都、谷口和寛
- 照明助手：林大樹、関口賢、加持通明、谷本幸治、大野浩伸、鹿島由樹子
- 録音助手：大塚学、島田宣之、清川隆行
- 美術助手：橋本創、太田仁
- 大道具：大徳雄二、高木智之
- 装飾助手：櫻井啓介
- 小道具：松葉明子
- 撮影効果助手：馬場哲生
- 衣裳助手：吉野智美
- ヘアメイク助手：高橋和美
- 牽引・カースタント：アクティブ21（海藤幸広、吉田陽、大谷奈津江）
- アクションコーディネーター：齋藤英雄（ナンバーワンプロモーション）
- タトゥー：han
- リーレコ：下野留之
- 編集助手：村上雅樹
- ネガ編集：渡辺顕一郎
- スタジオエンジニア：加藤大和、立川千秋
- FOLLY：西村洋一、伊藤端樹
- 光学録音：中山義廣、宇田川章、大葉広樹
- タイミング：大見正晴、石田記理
- オプチカル：金子鉄男、山岸江美
- デジタルi/o：柴田誠
- ラボコーディネイト：江川智、鈴木絵理
- キャメラコーディネイター：佐藤武治
- コンポジットディレクター：道木伸隆
- リードコンポジッター：諸星勲
- コンポジッター：渡部彩子、前田哲生、船橋奨、林大悟、大槻彩乃
- ドルビーフィルム・コンサルタント：河東努、森幹生
- タイトルデザイン：大橋修、落合慶紀
- エンドクレジット：竹内秀樹
- スチル：間部百合
- 製作進行：福井一夫、山田哲也
- 車輌：井上和亮、田羽田正光、増田明彦、畠野洋隆、生田目康一
- 製作デスク：宮崎慎也
- 製作経理：堀口清美
- 演出応援：野尻克巳、佐藤英明
- 照明応援：三田村拓、井上真吾、池尾利夫
- 美術応援：杉本亮
- 特機応援：南好哲、伊藤勝雄、野川勝二
- ヘアデザイン協力：中島康平
- CG・タイトル：マリンポスト
- 現像：IMAGICA
- MA：にっかつスタジオセンター
- 製作委員会メンバー：リトル・モア、ポニーキャニオン、衛星劇場、カルチュア・パブリッシャーズ、アスミック・エース
- 製作プロダクション：フィルムメイカーズ
- 配給：アスミック・エース